# Karl-Hermann Eickhoff
Karl-Hermann Eickhoff (* 28. November 1954) ist ein ehemaliger deutscher Fußballspieler.

## Werdegang
Der Stürmer Eickhoff begann seine Karriere beim SV Löhne-Obernbeck, mit denen er im Jahre 1976 in die Landesliga Westfalen aufstieg. Am Saisonende wechselte Eickhoff zum Zweitligisten Arminia Bielefeld, für den er am 25. August 1976 beim 5:0-Sieg über den VfL Wolfsburg debütierte. Nach zwölf Einsätzen in der Saison 1976/77 folgte ein Jahr später nur Einsatz. Wie schon im Vorjahr blieb Eickhoff ohne Torerfolg. Mit der Arminia wurde Eickhoff 1977 Vizemeister und ein Jahr später Meister.
Karl-Hermann Eickhoff wechselte daraufhin im Sommer 1978 zum Oberligisten SC Herford und wurde mit der Mannschaft Meister und Aufsteiger in die 2. Bundesliga. Eickhoff kehrte nach Löhne zurück und schloss sich dem FC Gohfeld an. Mit den Gohfeldern stieg Eickhoff 1980 in die Verbandsliga auf und qualifizierte sich für den DFB-Pokal. Heite ist Eickhoff Beisitzer im Vorstand seines Heimatvereins SV Löhne-Obernbeck.